# Роман Михайлович Старый
Роман Михайлович (Старый) (ум. после 1288) — князь Брянский, Черниговский (с 1263). Освободил Чернигов от литовцев и стал великим князем черниговским в 1263 году. Владения Романа входили в зону влияния улуса Ногая. Враждовал со смоленскими князьями, сторонниками Сарая, заключил династический союз с галицко-волынскими Романовичами, действовал совместно с ними и Ногаем против Литвы, Венгрии и Польши.

## Происхождение
Считается вторым сыном Михаила Всеволодовича Черниговского и Киевского. Летописи знают только Ростислава Михайловича и упоминают Романа без отчества. Единственный источник, где указано отчество Романа Михайлович — это сказание об основании Свенского монастыря в 1288 году, но это сказание составлено после 1567 года, и отчество могло быть позаимствовано из родословцев верховских князей XVI века. В них сыновьями Михаила также указаны Мстислав Карачевский, Семён Глуховский и Юрий Тарусский, но их сыновьями там названы князья, действовавшие во 2-й половине XIV века. В этом случае потомки Михаила должны были бы завладеть после монгольского нашествия почти всеми чернигово-северскими землями, за исключением Посемья, где остались потомки Святослава Ольговича, но нет данных об исчезновении других местных линий. Матерью Михайловичей была тётка Владимира Васильковича волынского, женившегося на дочери Романа Ольге, а династические браки при столь близком родстве не заключались.
Власьев Г. А. обращал внимание на близкородственность брака Владимира Васильковича и Ольги Романовны в случае, если Роман Старый был сыном Михаила черниговского (и Елены Романовны) и отождествлял Романа Брянского не с Романом Михайловичем, а с Романом Глебовичем, но эта позиция не нашла поддержки у других историков: Роман Михайлович считается Ольговичем, хотя и не сыном Михаила Черниговского, либо сыном Михаила Черниговского от другого брака.
При этом историк Беспалов предлагает Дмитриевич в качестве отчества Романа на основании записи рязанского Свято-Духова монастыря о Дмитрии черниговском и его сыне Романе, а историк Безроднов — Ольгович в рамках версии о непрерывной династии, основанной Святославом Владимировичем вщижским XII века и включавшей и Романа Старого, и последующих великих князей черниговских, и Василия Александровича и Дмитрия брянских 1-й половины XIV века, которых большинство историков считают представителями смоленской династии, однако, символика брянских князей воспроизводит древнюю геральдику старшей ветви Ольговичей XII века.
Келембет С. Н. считает Романа старшим сыном Михаила Святого, рождённым в первом, неизвестном браке Михаила, что делает возможным брак Ольги Романовны с Владимиром Васильковичем волынским. Исследователь обратил внимание на большую разницу в возрасте между Марией Михайловной (1212/13) и Ростиславом Михайловичем (1227), что позволило ему отнести их рождение к разным бракам Михаила. Подобная же разница есть и между предполагаемыми годами рождения самого Михаила (1180 и 1195).
Ещё одна версия основывается на записи в синодике рязанского Свято-Духова монастыря о Михаиле и его сыновьях Романе и Константине, сопоставляя Михаила со сложно идентифицируемым князем на поз.18 Любецкого синодика.

## Биография

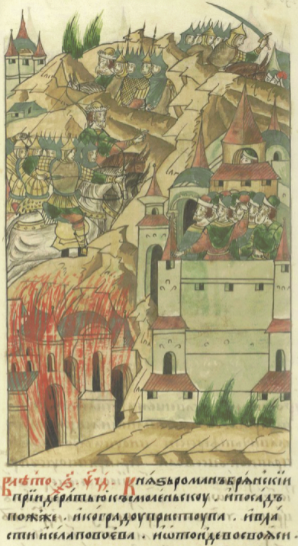
Роман Старый осаждает Смоленск

По смерти Андрея Всеволодовича Чернигов был захвачен литовцами (1263), Роман отвоевал черниговский престол. Летопись именует его брянским князем, и историки считают, что в период после монгольского нашествия политический центр Чернигово-Северского княжества переместился из Чернигова в Брянск.
В первый год княжения Роман противостоял литовским войскам, посланным на левобережье Днепра князем Миндовгом, и одержал победу, получив рану в бою. В 1274—1275 годах Роман участвовал в организованном ханом Менгу-Тимуром совместном походе русско-ордынских войск против Литвы. В 1285 году провёл неудачный поход на Смоленск.

## Семья и дети
Жена — Анна (происхождение неизвестно).
Сыновья:
- Михаил (ум.1264?) — князь брянский.
- Олег (ум.1285/1307) — князь брянский и черниговский.
- Александр? — по версии Войтовича Л. В., отец Михаила Александровича черниговского был сыном Романа; по другим версиям, был его племянником (Константиновичем) или внуком (Михайловичем).

Дочери:
- имя неизвестно — при ограблении Михаила Всеволодовича в Силезии немцами в 1241 году погибла его внучка, возможно дочь Романа[15].
- имя неизвестно.
- имя неизвестно.
- имя неизвестно — возможно, была замужем за Глебом Ростиславичем смоленским[16] или его сыном Александром, что дало смоленским князьям право после пострижения Олега Романовича брянского в монахи претендовать на брянский престол.
- Ольга Романовна (ум. после 1288) — с 1264 замужем за Владимиром Васильковичем Волынским.